# Victor Ehrenberg
Victor Leopold Ehrenberg (geboren 22. November 1891 in Altona; gestorben 25. Januar 1976 in London) war ein deutsch-britischer Althistoriker jüdischer Abstammung, der aufgrund nationalsozialistischer Verfolgung nach Großbritannien emigrierte.

## Leben, Karriere und Leistungen
Ehrenberg, Neffe des gleichnamigen Juristen Victor Ehrenberg, studierte nach dem Schulbesuch in Kassel zunächst Architektur in Stuttgart, dann ab 1912 altertumswissenschaftliche Fächer an den Universitäten Göttingen und Berlin. Nach vierjährigem Kriegsdienst im Ersten Weltkrieg setzte er sein Studium in Tübingen fort, wo er 1920 promoviert wurde, und habilitierte sich 1922 in Frankfurt am Main.
1929 wurde er auf den althistorischen Lehrstuhl an der Deutschen Universität Prag berufen. Kurz vor dem Einmarsch deutscher Truppen floh Ehrenberg mit seiner Familie im Februar 1939 nach Großbritannien, wo er während des Zweiten Weltkriegs verschiedene Lehraufträge, unter anderem in Newcastle, erhielt. 1946 übernahm er eine Professur an der University of London, nachdem er einen Lehrstuhl in München abgelehnt hatte, weil er nicht nach Deutschland zurückkehren wollte. Seit 1958 war er korrespondierendes Mitglied der Heidelberger Akademie der Wissenschaften.
Der Schwerpunkt von Ehrenbergs weitgespannter wissenschaftlicher Arbeit lag im Bereich der griechischen Geschichte. Sein wohl bekanntestes Buch befasste sich unter dem Titel Aristophanes und das Volk von Athen mit der Soziologie der altattischen Komödie.
Ehrenberg heiratete 1919 die Lehrerin Eva Sommer. Ihre Söhne waren der Historiker Geoffrey Rudolph Elton und der Physiker und Pädagoge Lewis R. B. Elton, Vater des Komikers Ben Elton. Die Cousine Hedwig heiratete den Physiker Max Born; beide sind Großeltern von Rona und Olivia Newton-John.

## Schriften (Auswahl)
- Ost und West. Studien zur geschichtlichen Problematik der Antike. Brünn 1935.
- Alexander and the Greeks. Blackwell, Oxford 1938.
- The people of Aristophanes. Blackwell, Oxford 1943. Deutsche Ausgabe: Aristophanes und das Volk von Athen. Eine Soziologie der altattischen Komödie. Artemis, Zürich und Stuttgart 1968.
- Der Staat der Griechen. 2., erweiterte Auflage. Artemis, Zürich und Stuttgart 1965.
- Polis und Imperium. Beiträge zur alten Geschichte. [Aufsatzsammlung zu Ehren seines 70. Geburtstags]. Hrsg. von Karl Friedrich Stroheker und Alexander John Graham. Artemis, Zürich 1965.
- From Solon to Socrates. Greek history and civilization during the sixth and fifth centuries B. C. Methuen, London 1968 und Nachdrucke, ISBN 0-415-04024-8.
- Über 100 Artikel für Paulys Realencyclopädie der classischen Altertumswissenschaft.